# NGC 7584
NGC 7584 је лентикуларна галаксија у сазвежђу Пегаз која се налази на NGC листи објеката дубоког неба.
Деклинација објекта је + 9° 26' 1" а ректасцензија 23h 17m 53,1s. Привидна величина (магнитуда) објекта NGC 7584 износи 14,4 а фотографска магнитуда 15,4. NGC 7584 је још познат и под ознакама MCG 1-59-35, CGCG 406-49, ARAK 580, PGC 70977.